# Kalahári (sivatag)
A Kalahári (Kgalagadi=„víz nélküli hely”) egy délnyugat-Afrikában fekvő sivatagos, félsivatagos terület, amely a Kalahári-medencében helyezkedik el. 
Lefedi Botswana nagy részét, részben Namíbiát, és a Dél-afrikai Köztársaság egyes területeit.

## A sivatag jellegzetességei
Bár sivatagként ismert, a Kalahári inkább félsivatag, mivel átlagos csapadékmennyisége sokkal magasabb, mint az igazi sivatagoké. Magas fennsíkot képez, átlagosan 1000 m tengerszint feletti magassággal. A többnyire sík felszínét csak néhány domb, illetve régi, sziklás kiemelkedés töri meg.
Északon, az Okavango-deltavidék egyes részein, óriás termeszvárak képeznek szigeteket: ezek ellenállóbbak az erózióval szemben, mint a puha sivatagi talaj és homok. Ezen a területen elszórtan találhatók sós teknők.
Felszíne sok helyen vöröses színű homok. Egyetlen állandó vízfolyása az Okavango folyó.

## Éghajlat
A Szaharától, Afrika Egyenlítőtől északra fekvő hatalmas sivatagától eltérően, a Kalaháriban nyáron (európai télen) hull csapadék – ezért válhatott sokrétű állatvilág otthonává.
Az esős időszak a déli félteke nyara folyamán körülbelül öt hónapig tart: októbertől márciusig. Az egész sivatagban csak egyes helyekre korlátozódóan és rendszertelenül esik az eső. Nagyobb mennyiség, évente néha akár 450 milliméter is hullik északon és keleten, a délnyugati területeken ennek kevesebb mint a fele.
Áprilisban a havi csapadékmennyiség még az esőben leggazdagabb részeken is lecsökken, ekkor kezdődik a téli szárazság. Szeptemberben áll be a folyók legalacsonyabb szintje – akár teljesen ki is száradhatnak. 
A sivatagi léghőmérséklet nyáron (az európai télen) 45 °C-ig emelkedhet. Mint minden sivatagban, itt is jelentősen lecsökken a hőmérséklet éjszakánként, télen nem ritka a talaj menti fagy. Ez a sivatag viszonylag magas tengerszint feletti magasságának, valamint a tiszta, száraz levegőnek az eredménye.
| Hónap | Jan. | Feb. | Már. | Ápr. | Máj. | Jún. | Júl. | Aug. | Szep. | Okt. | Nov. | Dec. | Év   |
| --- | ---- | ---- | ---- | ---- | ---- | ---- | ---- | ---- | ----- | ---- | ---- | ---- | ---- |
| Átlagos max. hőmérséklet (°C) | 31,4 | 31,0 | 30,1 | 27,9 | 25,6 | 22,0 | 21,9 | 25,4 | 29,0  | 31,0 | 32,1 | 32,3 | 28,3 |
| Átlagos min. hőmérséklet (°C) | 18,5 | 17,6 | 15,9 | 12,4 | 7,7  | 3,8  | 3,2  | 5,6  | 10,3  | 14,0 | 16,4 | 18,1 | 11,9 |
| Átl. csapadékmennyiség (mm) | 81   | 87   | 54   | 37   | 6    | 3    | 0    | 1    | 8     | 16   | 37   | 41   | 369  |
| Forrás: Ministry of Works and Transport (Meteorological Service Division) [1.pdf Ministry of Works & Transport: Tabulation of Climate Statistics for Selected Stations in Namibia], 2012 |      |      |      |      |      |      |      |      |       |      |      |      |      |

A vadon élő állatok túlélési esélyét a klíma befolyásolja, csak az esős időszakban található bőséges élelem.

## Lakossága

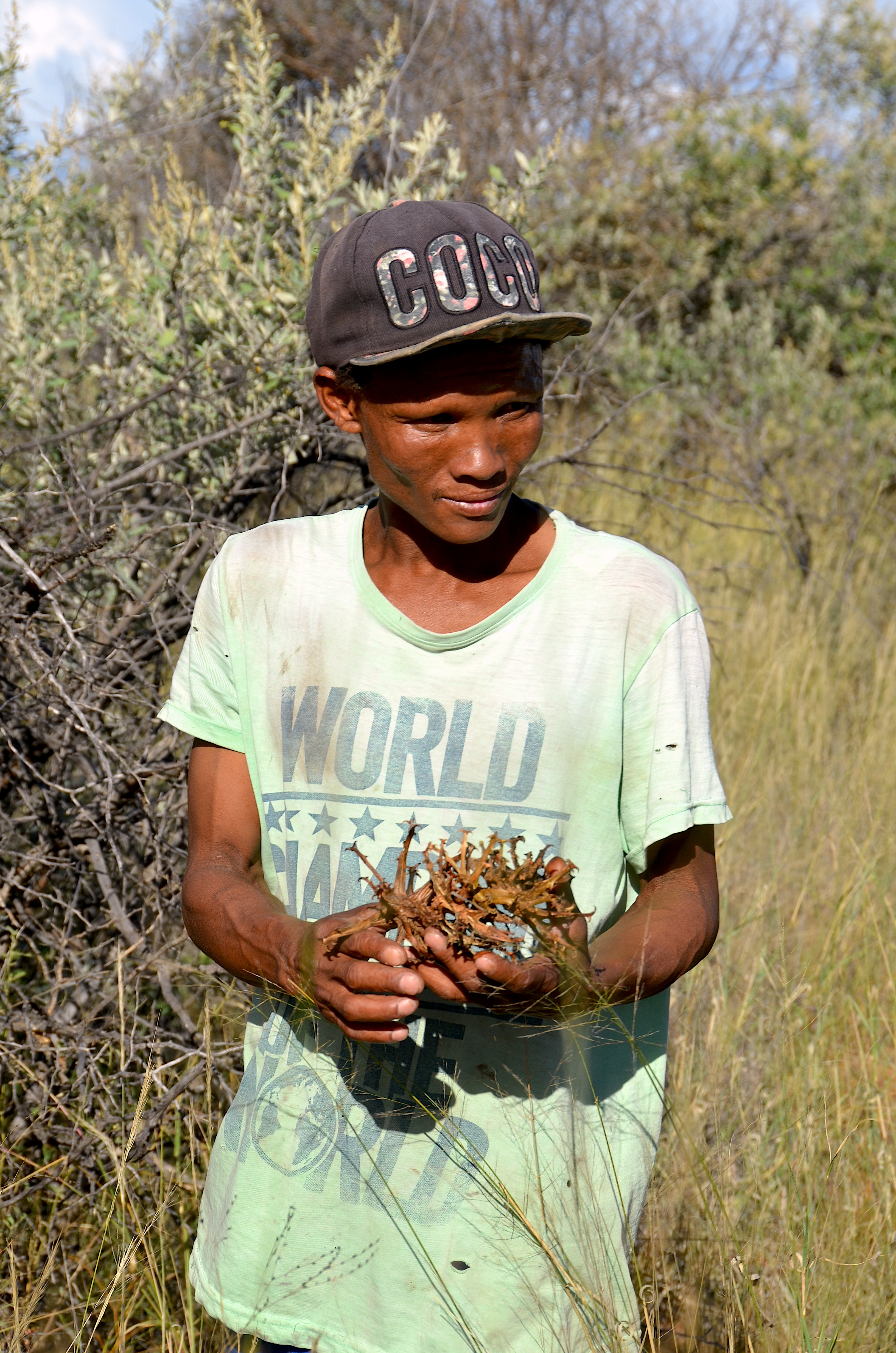
Szan férfi ördögcsáklya gyökerét gyűjti (2017)

A vadászattal és gyűjtögetéssel foglalkozó szanok (ismert nevükön busmanok) legalább 20 000 éve élnek a területen. Mérgezett nyíllal vadásznak és ehető növényeket gyűjtenek a félsivatagban, a víznyerő helyek körül. Néhány európai telepes is él a sivatagban, valamint Windhoek városa is a Kalahári-medence nyugati széle közelében fekszik.

## Vegetáció

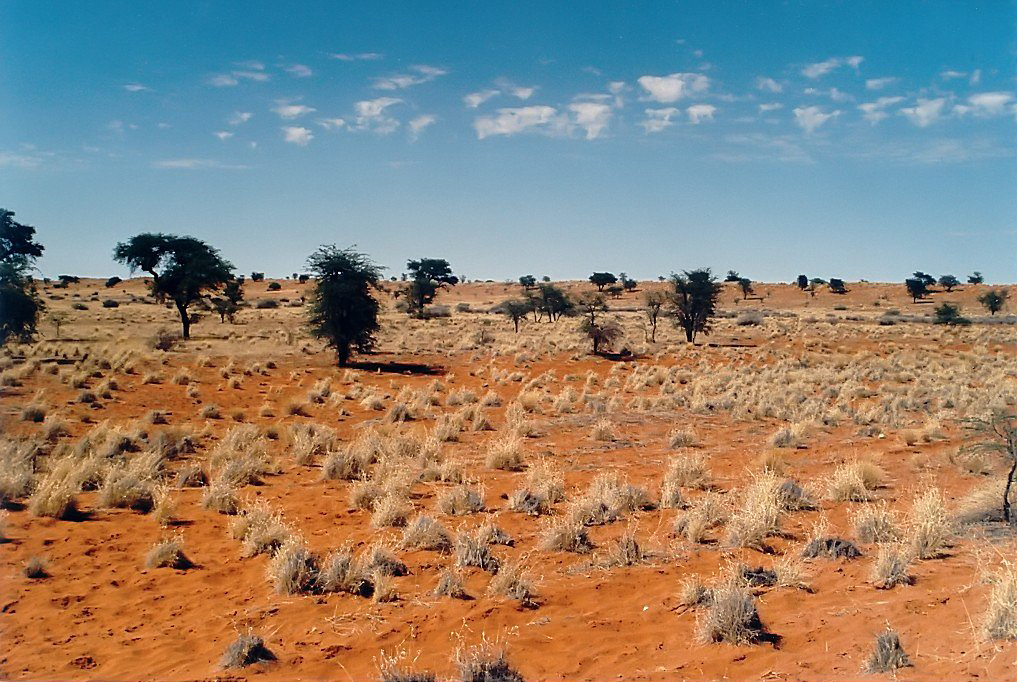
Jellemző vegetáció

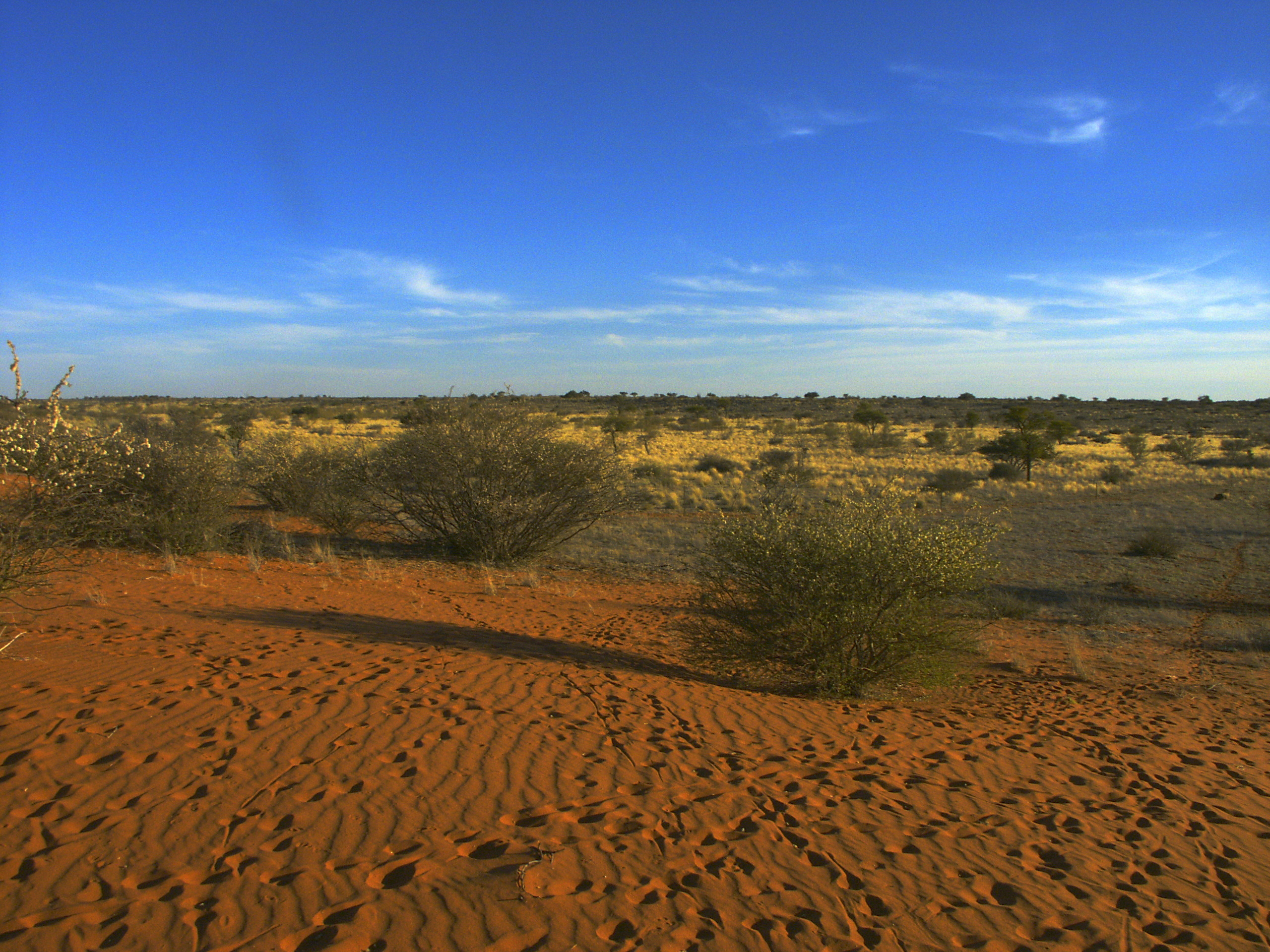
Kalahári kép

A Kalahári-sivatag növényvilága északon magas szavanna-erdőkben folytatódik, a száraz déli részen bozótosokban és füves pusztában (sztyepp). Az északi területen nagy baobab-, eper- és fügefák, valamint afrikai ébenfák nőnek; a talajt nagyobb-részt fű borítja. Ahogy a szárazabb részek felé haladunk, a fák megritkulnak és kevésbé magasra nőnek. A fű már nem mindenütt takarja a földet, csak csomókban nő. A sivatag azonban legnagyobbrészt bokrokkal benőtt.
A sivatag legforróbb vidékein csak a mély, gumós gyökérzetű vagy vastagtörzsű növények maradnak meg. Az egész sivatagban elszórtan található pálmák azokra a helyekre utalnak, ahol növényevő állatok a magokat ürülékükkel „megtrágyázták”. Az esős évszak átmenetileg gazdag virágdíszbe öltözteti a tájat.

## Az állatok vándorlása
A Kalahári sivatagban az esőzések minden évben szembeötlő változást idéznek elő, ami hatással van az állatvilágra is. Angola magas területeiről víz zúdul a völgybe, ezáltal az Okavango folyó északon felduzzad, és mocsaras deltát képez; sekély tavak és lagúnák egész hálózatát. Ezekben hamarosan dús halállomány alakul ki, számtalan madár vonul ide táplálékot keresve és fészekrakás céljából.
A változásoktól indíttatva a sivatagban bivalyok, elefántok, vándorantilopok, gnúk és zebrák évszakonként óriási vándorlásba kezdenek. Az év folyamán nagy utakat tesznek meg legelőterületeket keresve. A nedves évszakban az áradások elől kitérve dél felé vonulnak, míg a száraz időkben ismét északnak veszik útjukat, hogy megkeressék a már csak ott fellelhető vizet.

## A Kalahári-sivatag állatvilága

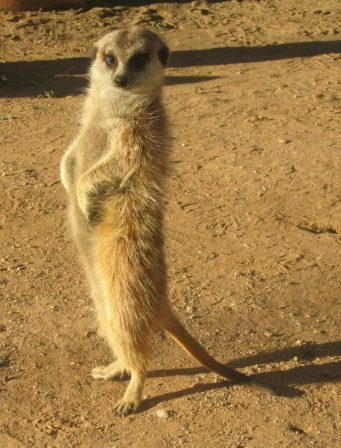
Szurikáta, a sivatag jellemző állatfaja

### Emlősök
Bivaly, elefánt, vándorantilop, gnú, zebra, szurikáta, oroszlán, 
gepárd, afrikai leopárd, foltos hiéna, barna hiéna,  afrikai vadkutya, tarajos sül, tobzoska, földimalac, lapátfülű róka, cibethiéna.

### Madarak
Gulipán, gyöngy- és halászbagoly, kárókatona, békázósas, haranggém, óriásgém, flamingó, nílusi lúd, vörös ásólúd, pusztai tyúk, szürke halkapó, nyűvágó, zöldgalamb, koronás daru, patkós és koronás bíbic, lile, ollóscsőrűmadár, gólyatöcs, szakállas saskeselyű, strucc, sólyomfélék, accipiter, kánya, telepes veréb, afrikai törpesólyom.

### Hüllők
Krokodil, homoki gekkó, sivatagi agáma, asszala kígyó, puffogó vipera, afrikai tojásevő kígyó, fokföldi kobra.

### Rovarok
Hangya, futrinka, kérész, skorpió, sóféreg, termesz.

### Halak
Harcsa, szájköltő sügér, ikrázó fogasponty, tigrismárna.